# Nicholas Cheong Jin-suk

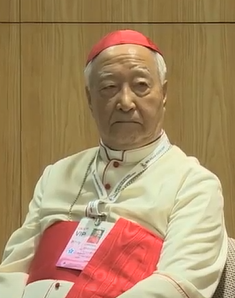
Nicholas Kardinal Cheong Jin-suk (2014)

Nicholas Kardinal Cheong Jin-suk (* 7. Dezember 1931 in Seoul; † 27. April 2021 ebenda) war ein koreanischer Geistlicher und römisch-katholischer Erzbischof von Seoul. Er war Vorsitzender der Bischofskonferenz von Südkorea.

## Leben

Kardinalswappen

Cheong studierte zunächst Chemieingenieurwesen an der Seoul National University und trat anschließend in das Priesterseminar in Seoul ein. Er empfing nach seinem Studium der Philosophie und Theologie an der Katholischen Universität von Korea sowie einem Soziologiestudium in Hongkong am 18. März 1961 durch Bischof Paul Marie Kinam Ro die Priesterweihe für das damalige Apostolische Vikariat Seoul.
Anschließend arbeitete Cheong in Seoul in der Seelsorge, bis 1962 war er zudem Lehrer am Kleinen Seminar sowie Notar der Kurie. Von 1964 bis 1965 war er Kanzler der Kurie und hatte verschiedene Ämter in der Diözesankurie inne. Von 1966 bis 1967 war er Vizerektor des kleinen Seminars von Seoul. Anschließend studierte er kanonisches Recht an der römischen Päpstlichen Universität Urbaniana.
Am 25. Juni 1970 wurde er durch Papst Paul VI. zum Bischof von Cheongju ernannt. Die Bischofsweihe spendete ihm der emeritierte Erzbischof von Seoul, Paul Marie Kinam Ro, am 3. Oktober desselben Jahres. Mitkonsekratoren waren sein Amtsvorgänger James Vincent Pardy MM und der Bischof von Jeonju, Peter Han Kong-ryel.
Am 3. April 1998 ernannte ihn Papst Johannes Paul II. als Nachfolger Stephen Kardinal Kim Sou-hwans zum Erzbischof von Seoul und am 6. Juni desselben Jahres zum Apostolischen Administrator von Pjöngjang. Damit war Cheong mit der Leitung der gesamtkoreanischen Kirche beauftragt. Die Amtseinführung im Erzbistum Seoul fand am 29. Juni 1998 statt.
Papst Benedikt XVI. nahm ihn im feierlichen Konsistorium am 24. März 2006 als Kardinalpriester mit der Titelkirche Santa Maria Immacolata di Lourdes a Boccea in das Kardinalskollegium auf. Am 10. Mai 2012 nahm Benedikt XVI. das von Nicholas Cheong Jin-suk aus Altersgründen vorgebrachte Rücktrittsgesuch an.
Cheong arbeitete bis zuletzt an theologischen Texten und veröffentlichte 58 Schriften. Bekanntheit erlangte er mit seinen 15 Übersetzungs- und Kommentarbänden zum Kirchenrecht. Er hatte gesundheitliche Probleme und mehrere Operationen hinter sich. Er starb Ende April 2021 im Marienhospital der Katholischen Universität von Korea.

## Mitgliedschaften in der römischen Kurie
Nicholas Kardinal Cheong Jin-suk war Mitglied der folgenden Räte der Römischen Kurie:
- Päpstlicher Rat für die Familie (2006–2021)[4]
- Päpstlicher Rat für die sozialen Kommunikationsmittel (2006–2016)[4]
- Kardinalsrat zur Untersuchung der organisatorischen und wirtschaftlichen Angelegenheiten des Heiligen Stuhles und des Staates der Vatikanstadt (kurz Kardinalsrat für Wirtschaftsfragen) (2007–2012)